# Kammos
Kammos (Ctenidium molluscum) is een soort uit de klauwtjesmosfamilie (Hypnaceae).

## Determinatie

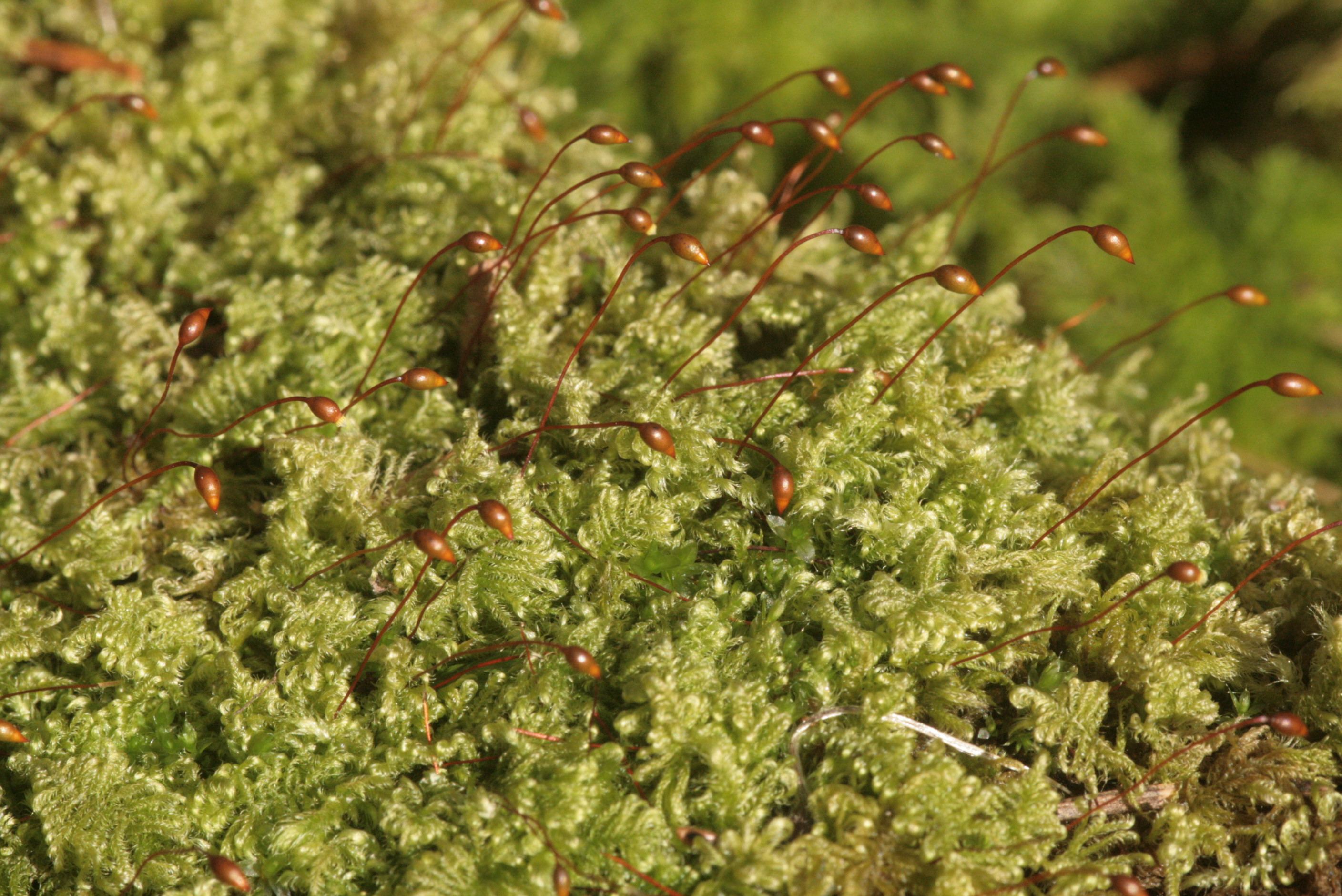
Kammos in kapseling.

Kammos is een slaapmos dat glanzende, zachte matten vormt. De stengels bereiken een lengte van ± 5 cm. De punten van de stengels zijn meestal haakvormig en kort naar beneden gebogen. De bladeren zijn dicht en eenvoudig geveerd, wat resulteert in een karakteristieke driehoekige vorm van de afzonderlijke bladeren. Het celnetwerk van de bladeren is prosenchymatisch. De bladkleur is heldergroen als het nat is en goudgroen tot goudbruin als het droog is. De bladeren zijn naar beneden gebogen in een sterke halvemaanvorm. De bladrand is over de gehele lengte gekarteld. De cellen zijn papillair.

## Ecologie
Kammos is een uitgesproken kalkminnende soort. Het komt epilitisch voor op mergelbrokken, en andere basenrijke steen. Daarnaast wordt kammos ook terrestrisch op gruis en zelfs aarde aangetroffen. Ook wordt de soort incidenteel epifytisch aangetroffen op basenrijke schors. Tot de meest karakteristieke habitats van kammos behoren kalkgraslanden alsmede muur- en rotsvegetatie.

## Verspreiding
Kammos is inheems in Eurazië en Noord-Amerika. De soort is wijdverspreid over het noordelijk halfrond. In Nederland komt het zeldzaam voor. Het Nederlandse zwaartepunt van de soort ligt in de kalkgraslandgebieden van Zuid-Limburg. Hier kan de soort massaal aanwezig zijn. Verder groeit kammos verspreid door het land in kalkrijke milieus.